# Thomas F. Wilson
Thomas Francis Wilson, Jr., född 15 april 1959 i Philadelphia i Pennsylvania, är en amerikansk skådespelare, musiker och komiker. Han är bland annat känd för att ha spelat Biff Tannen, Griff Tannen och Buford "Mad Dog" Tannen i Tillbaka till framtiden-trilogin och gymnastikläraren Ben Fredricks i TV-serien Nollor och nördar.
När Wilson gick på gymnasiet sysslade han med konst och spelade tuba i gymnasieskolans musikband. Han studerade internationell politik vid Arizona State University.
Hans genombrottsroll var mobbaren Biff Tannen i filmen Tillbaka till framtiden. Han återvände i uppföljarna Tillbaka till framtiden del II och Tillbaka till framtiden del III för att återge sin roll som Biff, utan också för att spela Biffs sonson Griff Tannen och farfars far Buford "Mad Dog" Tannen. I varje Tillbaka till framtiden-film hamnar hans karaktär i en hög med gödsel efter att ha försökt döda eller skada Michael J. Foxs karaktär Marty McFly.

## Privatliv
Wilson har varit gift med sin maka Caroline Thomas sedan 1985. Tillsammans har de fyra barn.

## Filmografi (urval
- 1985 – Tillbaka till framtiden
- 1988 – Action Jackson
- 1989 – Tillbaka till framtiden del II
- 1990 – Tillbaka till framtiden del III
- 1991 – High Strung
- 1993 – Blood In Blood Out
- 1995 – På rymmen
- 1999–2000 – Nollor och nördar (TV-serie) (sex avsnitt)
- 2001–2013 – Svampbob Fyrkant (TV-serie) (tolv avsnitt)
- 2004 – Svampbob Fyrkant – Filmen (röst)
- 2009 – The Informant!
- 2011 – Rio (röst)